# Kasteel van Duras
Het Kasteel van Duras is een kasteel in Duras, een deelgemeente van de Belgische stad Sint-Truiden. Het kasteel is een typisch voorbeeld van de neoclassicistische architectuur, zoals die zich aan het eind van de 18e eeuw ontwikkelde.

## Geschiedenis
Oorspronkelijk stond er op deze plaats een oude waterburcht van de graven van Duras, die al in 1102 werd genoemd. Het huidige kasteel is gebouwd tussen 1787 en 1789 naar een ontwerp van Ghislain-Joseph Henry. De opdracht voor de bouw werd gegeven door de toenmalige eigenaren, de familie Van der Noot, waartoe onder andere Hendrik van der Noot behoorde, een van de voornaamste grootgrondbezitters in Brabant. In deze tijd van dreigende revolutie was het optrekken van een dergelijk kostbaar en de aandacht trekkend gebouw een gewaagde onderneming.
In 1902 werd het kasteel vrijwel volledig verwoest door een brand, maar het werd onmiddellijk heropgebouwd. Tijdens de Tweede Wereldoorlog werd het kasteel uitzonderlijk niet door de Duitse troepenmacht in beslag genomen. Aan het einde van de oorlog, in het jaar 1945, werd het kasteel met opzet door een Duitse V1-raket geraakt. Vele vertrekken waren hierdoor sterk beschadigd. Tussen 1960 en 1962 werd het kasteel met behulp van de Belgische staat en door Graaf van Liederkercke volledig gerestaureerd. Daarvoor, in 1948, werd het kasteel al uitgeroepen als beschermd monument.
Graaf Jean-Joseph van der Noot trad in het huwelijk met Florence de Ruyssche, gravin van Elissem, nabij Landen. Een van hun kinderen, Louise, trad in het huwelijk op 27 april 1803 met prins Louis de Ligne, zoon van Charles en prinses Hélène, van het Poolse huis Massalska. Ze hadden drie kinderen onder wie een zoon, Eugène, die een troonpretendent van België zou worden. Na de dood van haar echtgenoot in 1813, trad Louise een tweede maal in het huwelijk met graaf Charles d'Outremont, wiens familie nog steeds in het bezit is van het kasteel. Enkele malen per jaar is het kasteel door het publiek te bezichtigen, en het is steeds te huur voor trouwfeesten.

## Architectuur
De uit Dinant afkomstige architect Ghislain-Joseph Henry ontwierp de voorgevel en de bijgebouwen in Toscaanse stijl. Opvallend aan de voorzijde is de uitspringende vestibule die voorafgegaan wordt door zes Ionische zuilen, die een kleine koepel dragen.
Wat de binnenarchitectuur betreft heeft Ghislain-Joseph Henry veel elementen uit de plattegronden van Franse gebouwen en hotels gehaald. De grote en indrukwekkende ontvangstzaal is een spil waarrond alle andere vertrekken zijn gegroepeerd.
Het kasteel ligt te midden van een park en is te bereiken via een platanendreef. In het park staat een van de grootste mammoetbomen van Limburg. Het kasteelpark is onderdeel van een domein van meer dan 100 ha, bestaande uit bossen, weilanden, akkers en hoogstamboomgaarden. Er hoort ook een watermolen bij en een landbouwbedrijf.

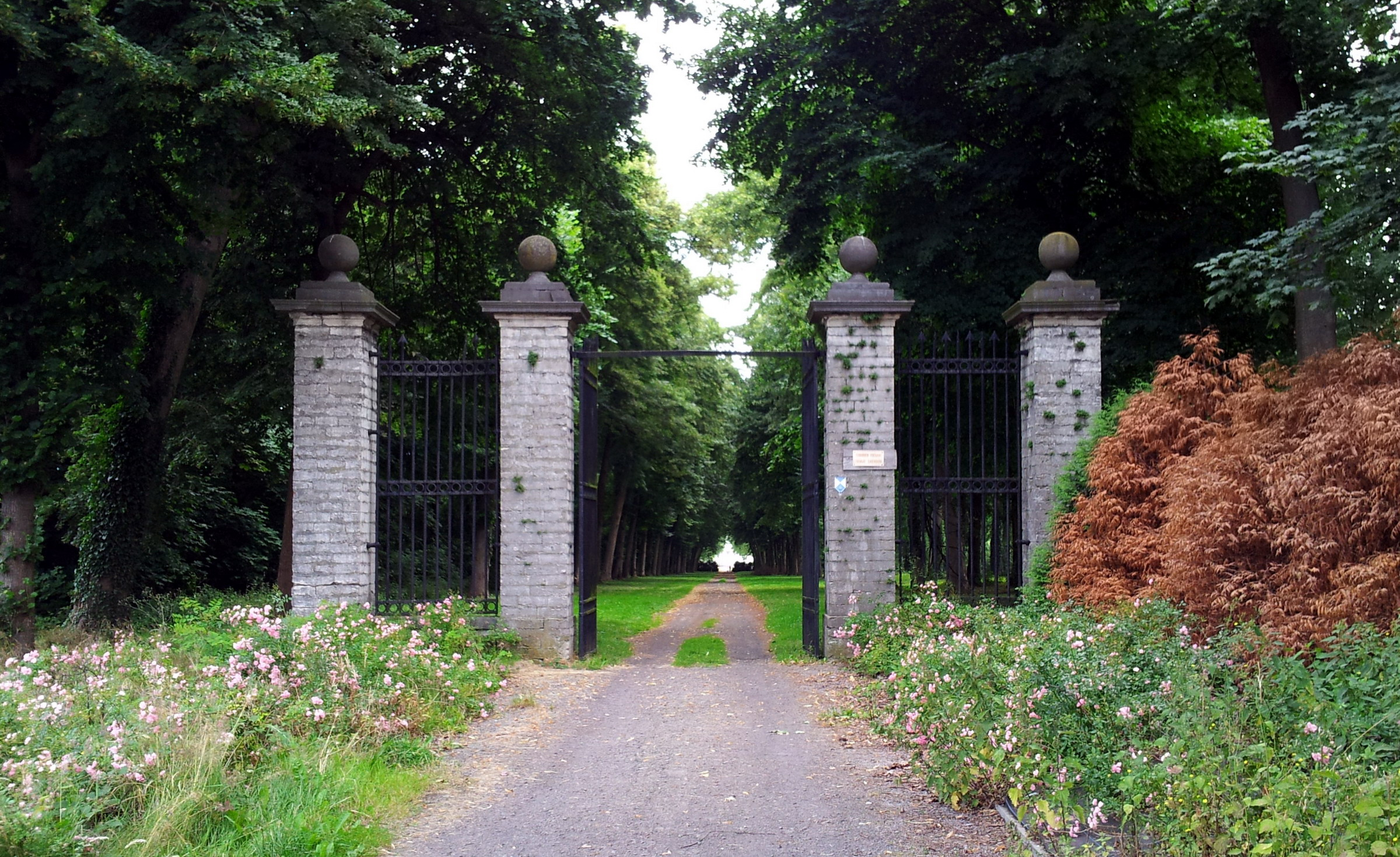
Toegangshek
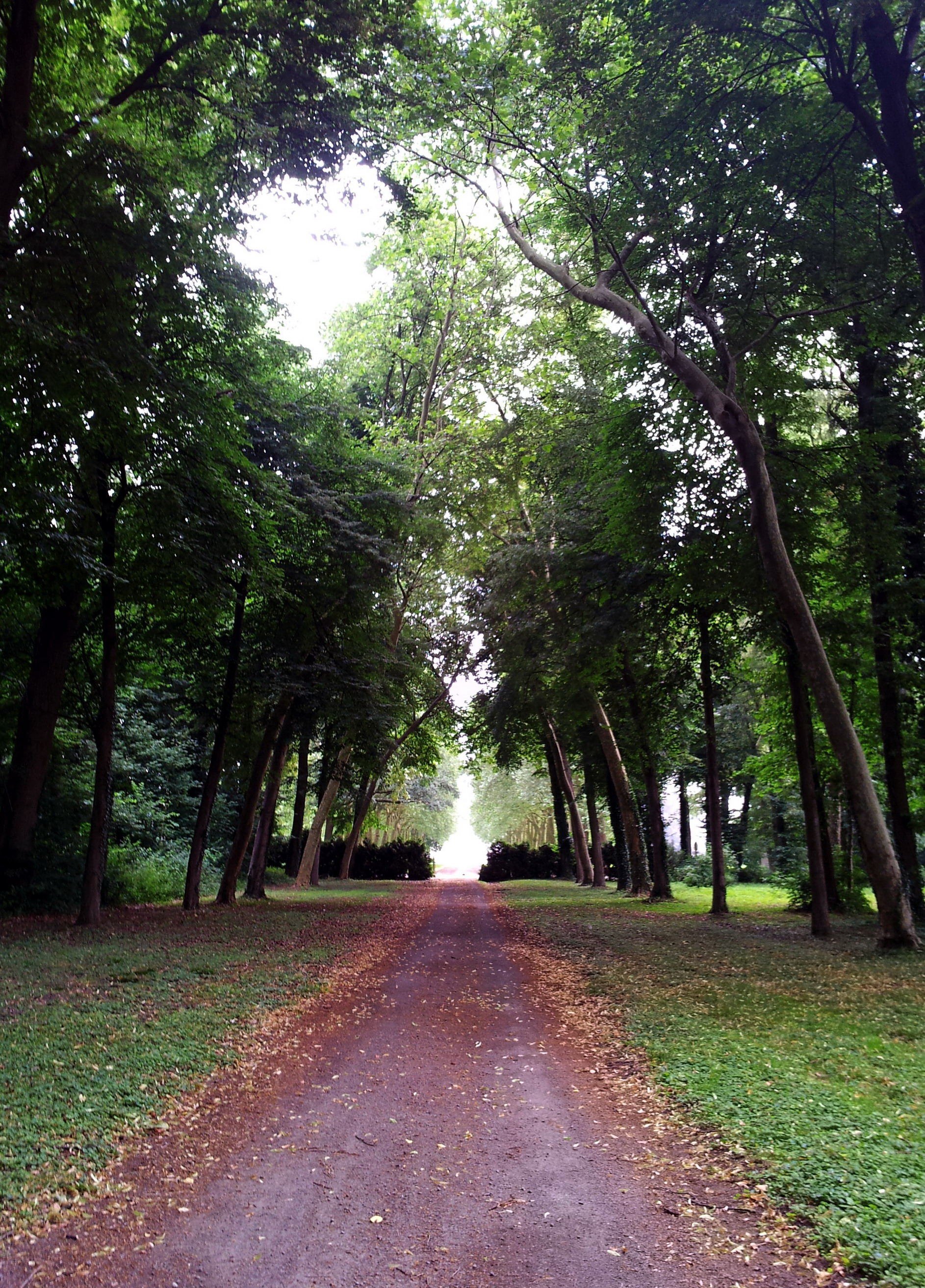
Platanendreef
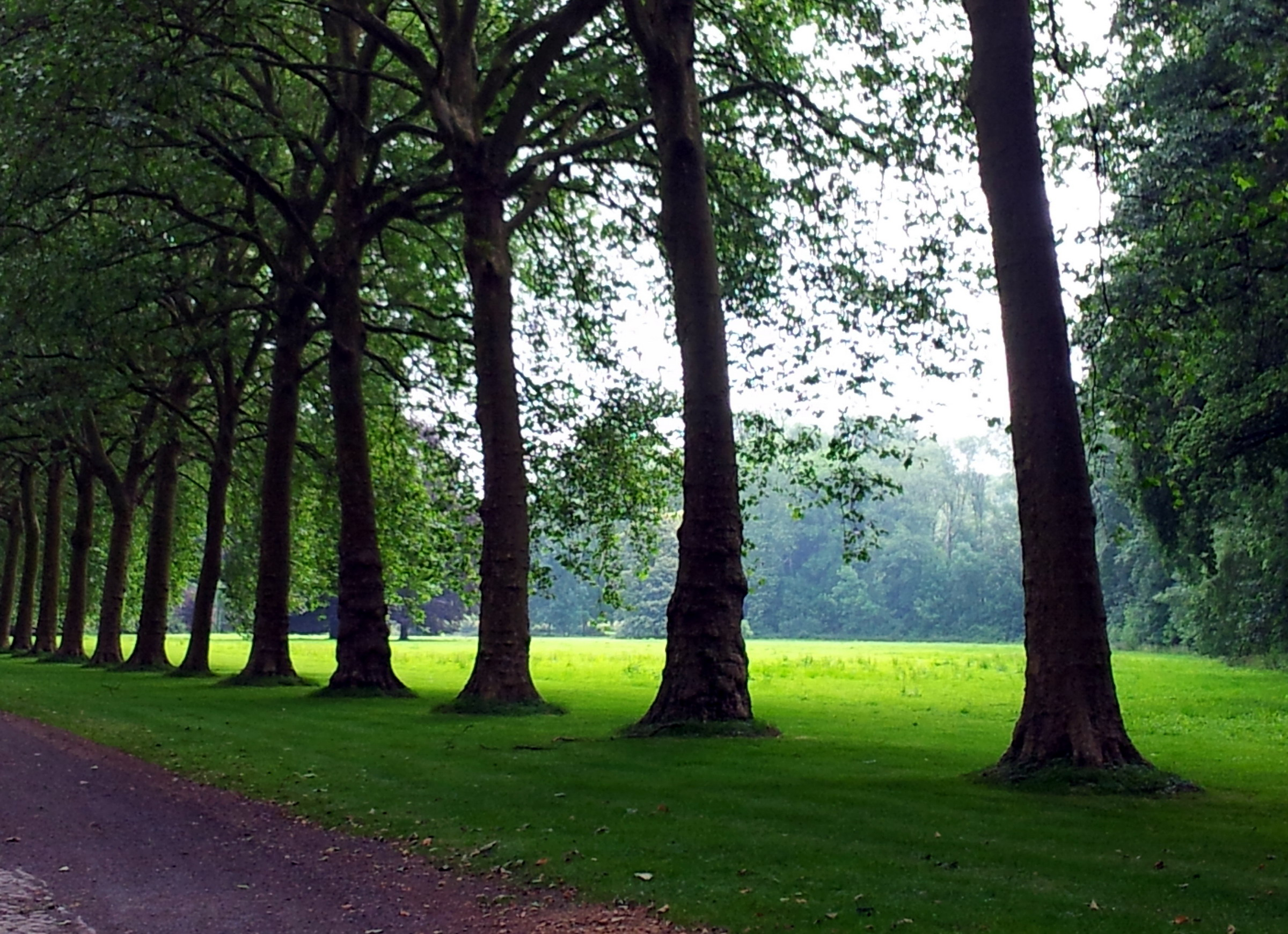
Kasteelpark